# Luetkenotyphlus
Luetkenotyphlus là một chi động vật lưỡng cư trong họ Caeciliidae, thuộc bộ Gymnophiona. Chúng có hình dạng khá giống với giun đất.

## Các loài
- Luetkenotyphlus brasiliensis (Lütken, 1851)
- Luetkenotyphlus fredi Maciel, Castro, Sturaro, Silva, Ferreira, Santos, Risse-Quaioto, Barboza, Oliveira, Sampaio, and Schneider, 2019
- Luetkenotyphlus insulanus (Ihering, 1911)